# Cacostola leonensis
Cacostola leonensis är en skalbaggsart som beskrevs av Dillon 1946. Cacostola leonensis ingår i släktet Cacostola och familjen långhorningar. Inga underarter finns listade.